# クライヴ・バー
クライヴ・バー（Clive Burr、本名Clive Burr、1957年3月8日 - 2013年3月12日）は、イギリス・ロンドン出身のヘヴィメタルドラマー。アイアン・メイデンやサムソンに在籍していたことで知られる。

## 来歴
1980年、アイアン・メイデンのドラマーとしてデビュー。1982年のアルバム『魔力の刻印』を最後に脱退。　その後トラストのドラマーを経て自身のバンド、ストレイタスを率いて活動する。ちなみにアルカトラスへ加入する話もあったが、イングヴェイ・マルムスティーンが拒否した為、実現しなかった。
その後、ゴグマゴグ、エリクサー、プレイング・マンティス等といったバンドにて活動を続けたが、2000年代に多発性硬化症に侵され、以後治療に専念。
クライヴが多発性硬化症に侵されている事を知ったアイアン・メイデンのスティーヴ・ハリスらはチャリティーコンサートを実施し、収益金を全てクライヴの治療費に当てた。
2013年3月12日、自宅で死去。56歳没。

## 音楽性、機材等
初期はラディック製ドラムセット、「魔力の刻印」以降はTAMAのドラムセットを使用していた。